# Першозванівка (Синельниківський район)
Першозва́нівка — село в Україні, у Славгородській селищній територіальній громаді Синельниківського району Дніпропетровської області. Населення за переписом 2001 року становить 173 особи. Орган місцевого самоврядування - Славгородська селищна рада.

## Історія
7 (20) листопада 1917 року, відповідно до Третього Універсалу Української Центральної Ради, увійшло до складу Української Народної Республіки.
12 червня 2020 року, відповідно до розпорядження Кабінету Міністрів України № 709-р від «Про визначення адміністративних центрів та затвердження територій територіальних громад Дніпропетровської області», увійшло до складу Славгородської селищної громади.
19 липня 2020 року, в результаті адміністративно-територіальної реформи та ліквідації   Синельниківського (1923—2020) району, село увійшло до складу новоутвореного Синельниківського району.

## Географія
Село Першозванівка знаходиться на правому березі струмка Осокорівка, вище за течією на відстані 2 км розташоване село Бегма, нижче за течією на відстані 2 км розташоване село Осокорівка.

## Інтернет-посилання
- Погода в селі Першозванівка [Архівовано 7 серпня 2020 у Wayback Machine.]